# Vol Air Moorea 1121
Le vol Air Moorea 1121 est une catastrophe aérienne ayant eu lieu le 9 août 2007 en Polynésie française. Un De Havilland Canada DHC-6 Twin Otter de la compagnie Air Moorea s'écrase peu après le décollage de l’aérodrome de Temae dans l’île de Moorea. Les vingt occupants, le pilote et les dix-neuf passagers sont morts. L'avion devait rejoindre l’aéroport de Papeete, situé à 18 kilomètres du lieu du décollage. Le procès correctionnel s'ouvre le 8 octobre 2018.

## Appareil
L'avion était un De Havilland Canada DHC-6-300 Twin Otter immatriculé F-OIQI. Il avait effectué son premier vol le 2 février 1979, et le 17 novembre 2006 pour la compagnie Air Moorea. Il avait passé un contrôle technique le 19 juillet 2007, soit deux semaines avant l'accident. Il a volé 30 833,51 heures et effectué 55 044 cycles. Le matin du crash, il avait déjà effectué trois allers-retours.

## Équipage
Tous les vols d'Air Moorea - sauf en cas de formation - s'effectuent avec un seul membre d'équipage, le pilote, en accord avec la législation en vigueur. Celui-ci, Michel Santurenne, était âgé de 53 ans et avait effectué 3 514,5 heures de vol, dont 110,3 heures pour Air Moorea depuis le 14 mai 2007. Il travaillait pour Air Moorea depuis trois mois. L'autopsie pratiquée sur son corps n'a pas révélé d'infarctus ou de malaise diabétique. Le lendemain du drame, Christian Vernaudon, le président-directeur général d'Air Tahiti, la maison-mère d'Air Moorea, a annoncé que l'équipage serait « jusqu'à nouvel ordre » composé d'un pilote et d'un copilote « pour des raisons psychologiques afin de rassurer les passagers, mais également pour répondre à l'émoi suscité parmi les autres pilotes ». L'avocat de la compagnie aérienne mentionne que le rapport de l'autopsie « révèle un état de santé déficient du pilote, un certain nombre de certificats médicaux qui viennent corroborer le doute sur l’hypothèse d’un malaise de l’intéressé au moment du vol ».

## Déroulement du vol
- La mise en route est autorisée à 11 h 53 min 22 s. Le pilote rappelle les consignes de sécurité aux passagers.
- Le contrôleur autorise l'avion à rouler vers le point d'arrêt Bravo de la piste 12.
- L'autorisation de décoller est donnée à 12 h 00 min 06 s. Le pilote accélère à 12 h 00 min 12 s.
- L'appareil décolle à 12 h 00 min 35 s.
- Les volets sont rentrés à 12 h 00 min 58 s.
- A 12 h 01 min 07 s, la vitesse de rotation des hélices est réduite. L'appareil est à 350 pieds d'altitude.
- A 12 h 01 min 09 s, on entend le pilote pousser un juron : "oh putain"[4]. Deux alarmes GPWS se déclenchent. Le régime des hélices est augmenté, puis il y a quatre autres alarmes GPWS.
- L'avion percute la surface de l'eau à 12 h 01 min 20 s à 185 km/h, après 1,87 km de vol et à environ 700 mètres de la côte.

Quelques baigneurs, notamment les clients d'un hôtel situé en face du lieu du crash, et des plaisanciers ont été témoins du crash. Leurs témoignages sont parfois contradictoires.
- « Le Twin Otter a décollé. Il n'était pas très haut. Le temps était magnifique, mais, d'un seul coup, les moteurs ont fait un drôle de bruit puis se sont carrément coupés alors que l'avion était encore en phase de décollage. Puis l'avion est tombé, pas comme une pierre mais en suivant sa trajectoire. L'impact n'a pas été fort. J'ai vu la queue flotter à la verticale quelques instants puis elle s'est enfoncée »
- « L'avion a semble-t-il eu des difficultés à s'élever. Puis il a plongé et on a entendu le bruit d'une explosion »

Un mécanicien d'une compagnie d'hélicoptère a affirmé de son côté avoir vu l'avion chuter net, une trentaine de secondes après le décollage.

## Bilan

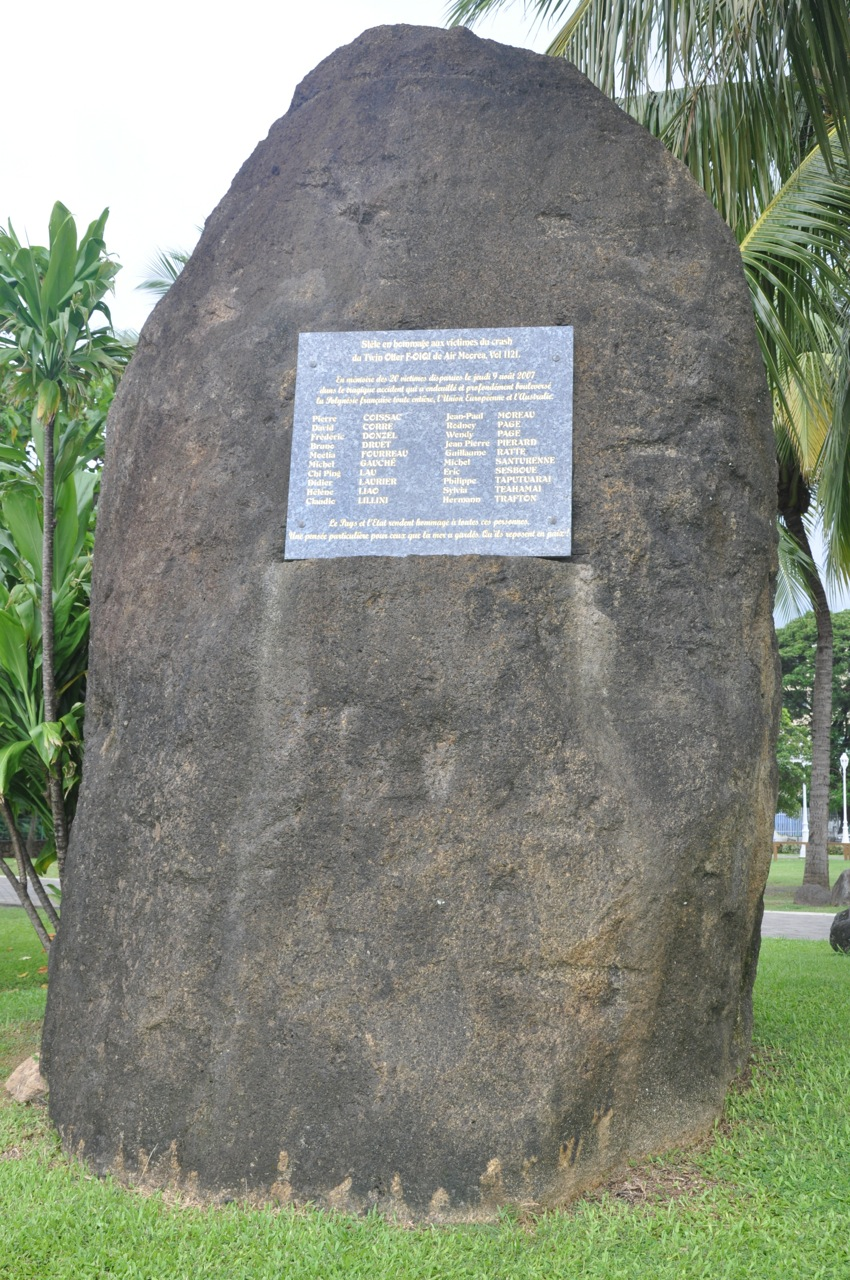
Stèle commémorative en mémoire des victimes du crash aérien d'Air Moorea.

Sur les 20 personnes à bord, 14 corps ont été repêchés immédiatement après l'accident par des pêcheurs qui se trouvaient dans la zone au moment du crash. Ceux-ci ont attaché certains corps à des bouées afin éviter qu'ils ne coulent. Six pêcheurs ont reçu, quelques jours après le drame, une médaille des mains du président du Pays, Gaston Tong Sang. Un quinzième corps, celui de Frédéric Donzel, a été retrouvé par le navire câblier Île de Ré près d'un mois après le drame. Parmi les victimes il y a, entre autres, le pilote, cinq membres du ministère polynésien de l'Environnement, deux hauts fonctionnaires de l'Union européenne, deux touristes australiens et cinq habitants de Moorea.

## Réactions officielles
Le président de la Polynésie française, Gaston Tong Sang, qui s'est immédiatement rendu sur place et a survolé les lieux de la catastrophe, a évoqué un « deuil cruel pour la Polynésie comme pour son gouvernement ». Michèle Alliot-Marie, ministre de l'Intérieur, a quant à elle « fait part à toutes les familles touchées par ce drame de ses sincères condoléances et de son soutien attristé ». Christian Estrosi, secrétaire d'État chargé de l'Outre-Mer, s'est rendu sur place et a lancé une couronne de fleurs à la mer. Jean-Louis Borloo et Dominique Bussereau, chargé des Transports, ont tenu « à exprimer leur profonde tristesse aux familles touchées par cette catastrophe » et ont souligné qu'« une enquête est en cours afin de déterminer les causes exactes de l'accident ».
Deux jours de deuil ont été décrétés en Polynésie.

## Causes de l'accident
Une enquête judiciaire, confiée à la gendarmerie, a été lancée. En parallèle, une équipe du BEA s'est rendu en Polynésie pour tenter de comprendre les causes de l'accident. Le cockpit voice recorder, un appareil qui enregistre tous les bruits du poste de pilotage a été localisé, à une profondeur comprise entre −430 et −600 m. Les opérations de récupération de l'appareil ont été effectuées par le navire câblier Île de Ré.
L'analyse des boites noires ne révèle rien de particulier. Le pilote prononce peu de paroles, mais on y entend seulement un juron avant que l'appareil ne plonge.
Le 7 décembre, un rapport d'étape indique que c'est la rupture d'un câble de la commande de profondeur qui serait à l'origine du crash. D'importantes zones d'usures ont été constatées sur le câble au niveau du guignol arrière, du passage de la cloison arrière et d'un guide câble fixé sur un montant vertical. Par ailleurs cette découverte a entraîné la publication d'une recommandation de sécurité concernant l'inspection de ces câbles sur certains Twin Otter. La rupture du câble aurait pu être entraînée par la rentrée de volets qui occasionne un fort couple à piquer et implique une forte réaction du pilote sur la gouverne de profondeur.
Le câble avait été installé le 11 mars 2005 et devait être remplacé le 2 octobre 2007, par ailleurs la dernière inspection en date de ce câble avait eu lieu le 22 février 2007. Une enquête minutieuse a montré que la rupture de ce câble n’était pas liée à une seule cause. Le directeur du BEA, Paul Louis Arsalian, déclare que « les examens et les essais ont montré que dans l’état d’usure où il était, il ne pouvait pas casser sous l"effet des efforts en vol ». Ce constat a amené les enquêteurs à identifier un troisième élément : le jet blast.
Le jet blast est le terme anglais qui désigne le souffle des réacteurs de gros porteurs lors du roulage. L'enquête a déterminé que les nuits précédant l'accident, le Twin Otter était parqué non loin des zones de passage d'appareils de type A340. Ce souffle très puissant a fait bouger les commandes de profondeur de l'appareil, ce qui a fragilisé un peu plus le câble incriminé.
Le BEA a établi que l’enchaînement de trois phénomènes ont conduit à la rupture de la commande de profondeur qui a entraîné l'accident :
- l'usure importante du câble au droit d'un guide-câble ;
- phénomène extérieur, vraisemblablement du jet blast, provoquant la rupture de plusieurs torons ;
- rupture du ou des derniers torons sous l’effet des efforts en vol sur la commande de profondeur.

Le rapport cite également des éléments qui auraient pu contribuer à l'accident :
- l'absence d’information et d’entraînement des pilotes sur une perte de contrôle en tangage ;
- l'omission des inspections spéciales par l’exploitant ;
- la prise en compte incomplète par le constructeur et l’autorité de navigabilité du phénomène d’usure ;
- la prise en compte incomplète par les autorités de navigabilité, les exploitants aéroportuaires et les exploitants d’aéronef des risques liés au souffle des réacteurs ;
- les règles de remplacement des câbles en acier inoxydable sur une base calendaire, sans prise en compte de l’activité de l’avion au regard de ce type d’exploitation.

Un procès en indemnisation commence le 4 décembre 2014.

## Remise en cause du rapport du BEA
Le rapport du BEA demeure sévèrement contesté par Bernard Dubucq, un expert aéronautique, qui s'appuie sur les conclusions issues du premier rapport officiel du Centre d'essais des propulseurs (CEPR) de Saclay. Ses travaux d’analyses montrent que la rupture des câbles des gouvernes est post-impact, écartant ainsi la thèse de la rupture du câble en vol sur des constats effectués à partir du renflouement de l’appareil. Il apparaît que les déchirures observées sur l’appareil au niveau du cadran et au niveau du cadre dans l’empennage, lequel traverse le câble, sont post-impact ; et démontrent ainsi que le câble était nécessairement encore sous tension. Le câble ne peut être à l’origine de l’accident.
Compte-tenu des éléments médicaux dont dispose l’avocat d’Air Moorea, « Un malaise du pilote n'est pas à exclure ».

## Procès
Le procès qui s'est déroulé du 8 au 25 octobre 2018 a permis aux prévenus comme aux parties civiles de s'exprimer sur l'accident du Twin Otter F-OIQI du 9 aout 2007.
Le Procureur de la République a requis de lourdes peines à l'encontre des prévenus puisque les audiences ont mis en lumière des graves dysfonctionnements dans la maintenance de la compagnie Air Moorea. Tous les avocats des prévenus ont demandé une relaxe pour leurs clients.
Le délibéré a été rendu le 22 janvier 2019. Les peines suivantes ont été prononcées: Freddy Chanseau, ex-directeur général d’Air Moorea, 3 ans de prison dont 18 mois avec sursis, Andria Ratzimbasafy, chef du groupement pour la sécurité de l’aviation civile, Jacques Gobin, directeur technique d’Air Moorea, et Stéphane Loisel, 3 ans de prison, dont 2 avec sursis, Jean-Pierre Tinomano et Didier Quémeneur, 2 ans de prison avec sursis. Guy Yeung, directeur de l’aviation civile, a été relaxé.

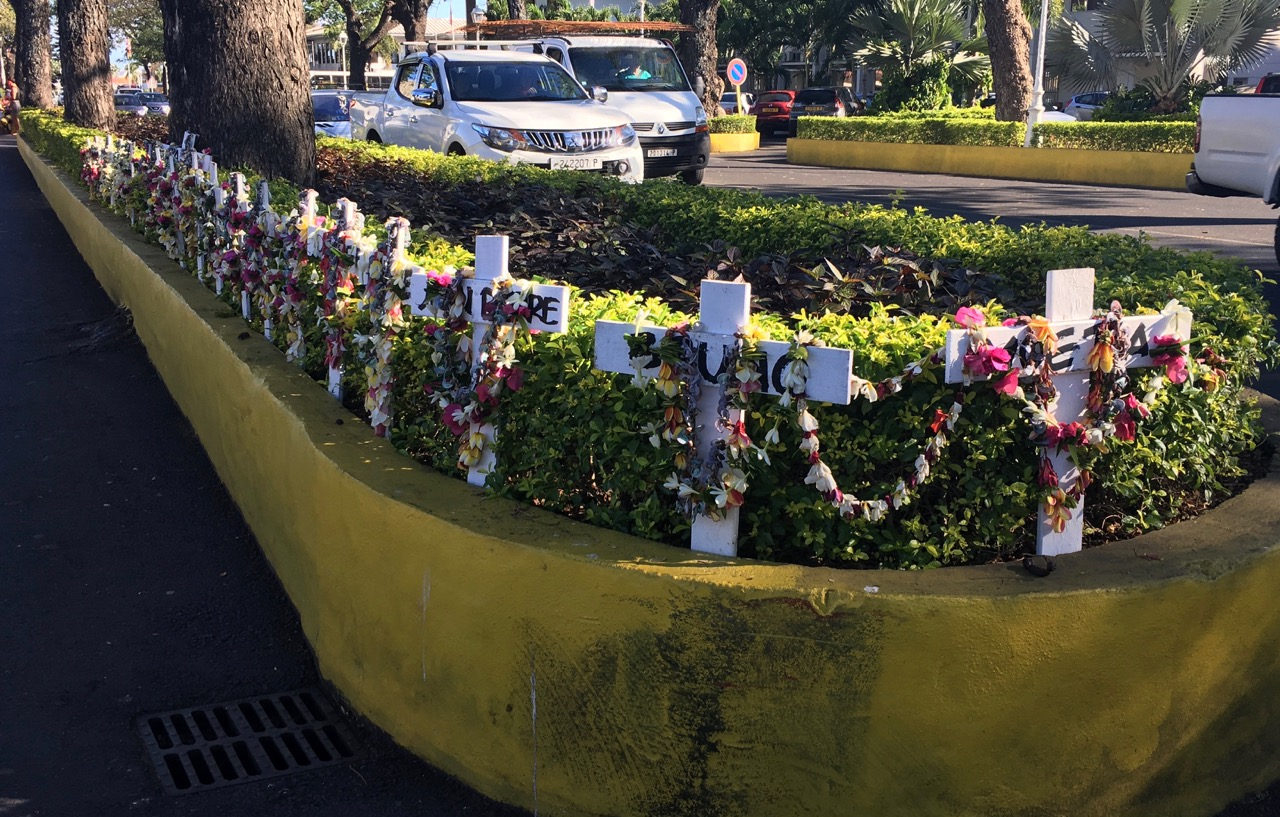
Hommage aux victimes du crash lors du procès en octobre 2018 à Papeete

## Médias
L'accident a fait l'objet d'un épisode dans la série télé Air Crash nommé « Terreur au paradis » (saison 13 - épisode 9).